# 帯揚げ
帯揚げ（おびあげ）は、着物の着付けに用いる和装小物の一つで、帯結びを立体的に形づけるための帯枕を体に固定するための細長い布。
一般に150cm×25cm前後の大きさで、中心で帯枕を包み込み、帯枕の部分を背に当てて両端を体の前で結ぶ。このとき結び目を前帯の上部に挟み込むため、薄手で柔らかい布が用いられる。実用と装飾の両方の目的を持つため、着物や帯とのコーディネイトを考慮して色柄を選ぶ。
伝統的には縮緬や綸子、絞りなどの正絹地が使われるが、近年は化繊や木綿、レースなど様々な生地が使われ、好みの生地で自作される場合も多い。

## 歴史
帯揚げの歴史は意外に浅く、登場は江戸時代末期である。深川芸者が「太鼓結び」を発案したとき、帯の形を整えるために帯枕も発案されたが、この帯枕を隠し、かつ重くなった帯を支えるために発明されたのが帯揚げではないかと考えられている。
大衆化したのは錦絵の記述などから明治10年頃とされる。帯揚げが商品化されたのは更に時代が下がり、新聞広告などから見て明治40年頃であったと思われる。当時の三越や白木屋百貨店の広告を見ると、1本につき1円50銭程度が相場だったようである。

## ルール
慶事の礼装には白や淡い色目のもの、弔事の礼装には黒のものを用いる。華やかな色の総絞りの帯揚げは振袖向きと言われる。
また、正面から見たときに「入」と言う字に見えるように帯揚げを納める方法（入り組）は、独身の女性のみがするものともいわれる。